# Kites
Kites es una película india, protagonizada por los actores Hrithik Roshan, Bárbara Mori, Kangana Ranaut, Kabir Bedi y Luce Rains. Es la primera película de Bollywood  con un personaje uruguayo/mexicano como protagonista. Es una historia muy diferente a lo acostumbrado en India, con romance, acción y adrenalina.

## Historia
Jay es un inmigrante de India con nacionalidad estadounidense, que por su precaria situación económica se dedica a contraer matrimonios falsos con mujeres que ansían obtener la denominada "green card"  y así también la nacionalidad estadounidense. Gracias a los buenos ingresos que recibe por ese "trabajo", Jay lleva una vida normal, hasta que conoce a Ginna, la hija de uno de los magnates de Las Vegas, cuya familia le da todo lo que buscaba: una envidiable posición y mucho dinero.
Jay se ve de pronto con la enorme presión que genera el obtener la posición que desea. Uno de los hombres de su futuro suegro le pregunta si en verdad ama a Ginna. Jay contesta que sí, pero piensa en su interior: "... por primera vez en mi vida tuve miedo de mentir".
Pronto conoce a la familia de Ginna y descubre que la novia de su hermano es una muchacha mexicana llamada Natasha, coincidentemente una de las "esposas" de Jay. A pesar de la barrera del idioma (Jay no habla castellano y Natasha no habla hindi) llevan una buena relación de amistad, pero algo pasa en el corazón de Jay porque se siente muy unido y atraído a la muchacha, más aún cuando descubre que ella no es feliz en esa relación, soportando constantemente los abusos y celos de su novio.
Luego de un arranque de celos del novio, Natasha se ve de pronto huyendo para salvar su vida, junto a Jay, quien lo deja todo siguiendo a su corazón y el amor que empieza a sentir por Natasha. Juntos se embarcan en una aventura llena de romance, acción y emoción para defender su amor de los celos y el gran poder económico de la familia que ahora fue traicionada por ambos; y que los persigue buscando venganza.

## Recepción crítica
La película tuvo una acogida tibia en India, pese a la gran publicidad desplegada en torno a ella, especialmente porque los protagonistas no hablaban hindi en la mayor parte de los diálogos, el film contenía pocas escenas de baile (indispensable para que funcione cualquier película estándar en Bollywood) y por no suceder en India. 
Sin embargo, en el extranjero y en las comunidades indias en el exterior, más acostumbradas a películas de corte internacional, la película tuvo muy buena recepción y ha sido considerada como uno de los productos de Hollywood que se han abierto paso en las salas de cine que no proyectan películas alternativas o de cine artístico. Un gran paso, que demostró el replanteamiento amplio y más internacional del mercado de las películas producidas en Hollywood.